# Èuties
Èuties (en llatí Euthias, en grec antic Εὐθίας) fou un orador atenenc del temps de Demòstenes que va llançar una acusació contra l'hetera Frine, però no en va obtenir la condemna.
En protesta es va abstenir de tornar a parlar mai més a les corts de justícia. En parla Ateneu de Naucratis, i també apareix a Suides (Deipnosophistae. XIII, 590. Suidas. s. v. Εὐθίας).